# Pradosia huberi
Pradosia huberi là một loài thực vật có hoa trong họ Hồng xiêm. Loài này được (Ducke) Ducke miêu tả khoa học đầu tiên năm 1942.